# Kimpanzu
Les Kimpanzu sont les membres du  Kanda (lignage),  Mpanzu également connu sous le nom de Maison Kimpanzu, l'un des lignages parmi lesquels les souverains du royaume du Kongo étaient choisis au XVIIe siècle puis après la réunification du royaume sous le règne de Pierre IV. Ils sont encore évoqués dans la tradition par un  proverbe encore courant dans la décennie 1920 « Nkutama a mvila za makanda "Kinkanga, Kimpanzu ye Kinlaza makukwa matatu malambila Kongo », c'est-à-dire Kinkanga, Kimpanzu et Kinlaza sont les trois pierres sur lesquelles le Kongo repose.

## Origines
Le Kanda Mpanzu a pour origine le roi  Álvare V qui accède au pouvoir en 1636. Il était le demi-frère du jeune roi  Álvare IV, bien que le fait qu'ils soient issus du même père ne soit pas assuré, Álvare III.  Après le meurtre d' Álvare IV, Álvare V s'empare du trône.

## Perte du pouvoir
Le règne sur le Kongo de la  dynastie Kimpanzu sera de courte durée, et la guerre civile se poursuivit entre les partisans du comte de Soyo et un noble nommé Gregorio  Le comte et ses alliés, deux frères jésuites autrefois fidèles à Álvare IV, remportère la victoire. Les deux frères, Álvaro Nimi et Garcia Nkanga, défont et  décapitent Álvare V et établissent leur propre dynastie connue comme la Maison de Kinlaza. Les Kimpanzu survivants qui refusent de reconnaitre l'autorité deux frères s'enfuient dans le comté de  Soyo.

## L'opposition au Kinlaza
Les Kimpanzu se retirent dans les montagnes du sud du comté de Soyo, que gouverne Daniel da Silva (1641-1650). Bien que nominalement province du royaume du Kongo, le comté était devenu  de facto indépendant du mwenekongo à cette époque. Le comte de Soyo était un électeur incontournable lors des désignations royales du fait de sa puissance militaire. De 1625 jusqu'en 1641, la fonction de comte de Soyo avait été exercée par des hommes loyaux à la maison de Nsundi et ensuite aux Kinlaza.  Mais à la mort du compte Paulo Ier en 1641, le comte tombe entre les mains de Daniel da Silva. Ce dernier gardait rancune aux deux frères qui l'avaient précédemment évincé de son fief du duché de Mbamba, et le comte Daniel, fait du Soyo un refuge pour le partisans de Kimpanzu. Le Kanda da Silva devient alors l'allié et le protecteur des Kimpanzu permettant à leurs partisans de comploter, de Mbamba Luvota où ils s'étaient réfugiés, contre les  Kinlaza. Le Soyo était déterminé à obtenir une influence totale sur le Kongo et bénéficiait de l'appui de divers opposants aux Kinlaza dont des membres de la Maison de Nsundi. Il en résulte une tentative de meurtre contre la personne du roi  Garcia II. Le kanda Kinkanga, la Maison de Nsundi, Nkanka a Mvika, est liquidée en représailles par Garcia et cesse d'exister au cours de la décennie 1660. Cependant les Kimpanzu étaient hors de portée pour être eux aussi exclus de la compétition

## Les Kimpanzu après la guerre civile du Kongo
Les Kimpanzu demeurent étroitement alliés avec le Soyo lors de la plus grande partie du début de la guerre civile, et à cette époque leur matriarche Suzana de Nóbrega réside dans la province de Luvota à la frontière sud du Soyo.  Ils s'opposèrent vigoureusement aux Kinlaza tant politiquement que militairement; avant, pendant et après la guerre civile du Kongo qui fait rage de 1665 à 1709. Afin de réunifier le royaume le Kanda Água Rosada, sous le règne de Pierre IV du Kongo négocie une rotation de la dévolution du titre royal entre les deux branches Kinlaza et les Kimpanzu. Ces derniers retrouvent le pouvoir avec l'élection comme roi de Manuel II du Kongo  qui suit la mort de Pierre IV en 1718.  Le dernier souverain Kimpanzu de quelque importance qui accède au trône est le  « premier » roi Pierre V du Kongo, qui meurt en 1779, même si son Régent Dom. Alvaro et ses partisans maintiennent leurs revendications pour obtenir de nouveau le royauté  Le lignage de souverains inhumés à Sembo, où leur cimetière est visité en 1859 par l'anthropologue allemand Adolf Bastian étaient probablement celui de prétendants au trône Kimpanzu inconnus.

## Articles liés
- Kilukeni
- Dynastie Kwilu
- Kinlaza
- Kinkanga
- Água Rosada